# Слюсарево (Волгоградська область)
Слюсарево (рос. Слюсарево) — село у Котовському районі Волгоградської області Російської Федерації.
Населення становить 461 особу. Входить до складу муніципального утворення Мірошниковське сільське поселення.

## Історія
Село розташоване у межах українського історичного та культурного регіону Жовтий Клин.
Згідно із законом від 22 грудня 2004 року № 974-ОД органом місцевого самоврядування є Мірошниковське сільське поселення.

## Населення
| 2010 |
| ---- |
| 461  |